# Pugnac
Pugnac est une commune du Sud-Ouest de la France, dans le département de la Gironde (région Nouvelle-Aquitaine).
Ses habitants sont appelés les Pugnacais.

## Géographie

### Localisation
Commune de l'aire d'attraction de Bordeaux située dans le Blayais à 7 km au nord-est de Bourg.

### Communes limitrophes
Les communes limitrophes sont  Civrac-de-Blaye, Cézac, Lansac, Mombrier, Saint-Vivien-de-Blaye, Tauriac et Teuillac.
| Teuillac | Saint-Vivien-de-Blaye | Civrac-de-Blaye |
| Mombrier | Pugnac                | Cézac           |
| Lansac   | Tauriac               |                 |

### Climat
Pour des articles plus généraux, voir Climat de la Nouvelle-Aquitaine et Climat de la Gironde.
Historiquement, la commune est exposée à un climat océanique aquitain.
En 2020, Météo-France publie une typologie des climats de la France métropolitaine dans laquelle la commune est exposée à un climat océanique et est dans la région climatique Aquitaine, Gascogne, caractérisée par une pluviométrie abondante au printemps, modérée en automne, un faible ensoleillement au printemps, un été chaud (19,5 °C), des vents faibles, des brouillards fréquents en automne et en hiver et des orages fréquents en été (15 à 20 jours).
Pour la période 1971-2000, la température annuelle moyenne est de 13 °C, avec une amplitude thermique annuelle de 14,6 °C. Le cumul annuel moyen de précipitations est de 917 mm, avec 12,2 jours de précipitations en janvier et 6,8 jours en juillet. Pour la période 1991-2020, la température moyenne annuelle observée sur la station météorologique la plus proche, située sur la commune de Saint-Savin à 7,37 km à vol d'oiseau, est de 13,9 °C et le cumul annuel moyen de précipitations est de 835,2 mm,. Pour l'avenir, les paramètres climatiques de la commune estimés pour 2050 selon différents scénarios d’émission de gaz à effet de serre sont consultables sur un site dédié publié par Météo-France en novembre 2022.

## Urbanisme

### Typologie
Au 1er janvier 2024, Pugnac est catégorisée commune rurale à habitat dispersé, selon la nouvelle grille communale de densité à sept niveaux définie par l'Insee en 2022.
Elle est située hors unité urbaine. Par ailleurs la commune fait partie de l'aire d'attraction de Bordeaux, dont elle est une commune de la couronne,. Cette aire, qui regroupe 275 communes, est catégorisée dans les aires de 700 000 habitants ou plus (hors Paris),.

### Occupation des sols

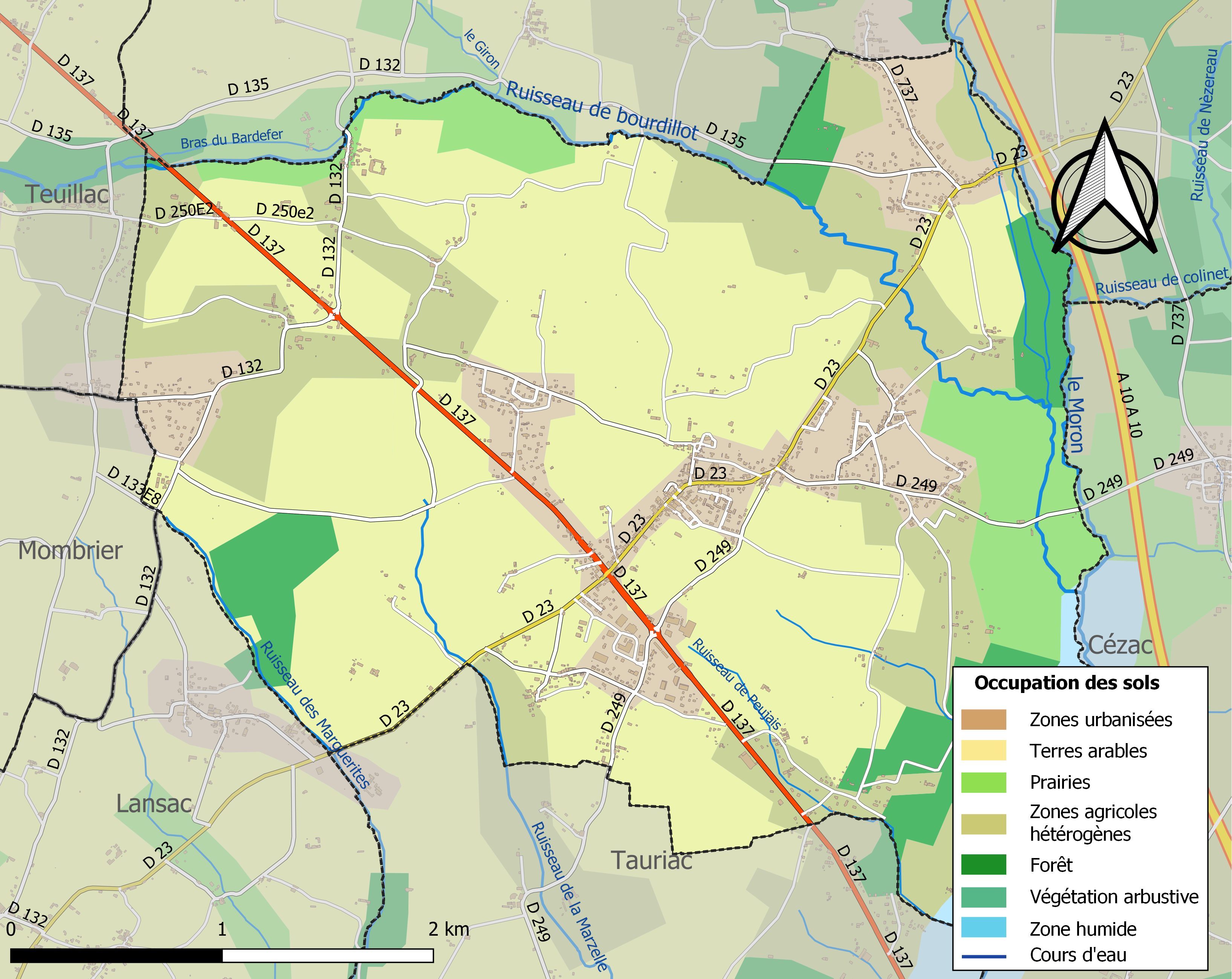
Carte des infrastructures et de l'occupation des sols de la commune en 2018 (CLC).

L'occupation des sols de la commune, telle qu'elle ressort de la base de données européenne d’occupation biophysique des sols Corine Land Cover (CLC), est marquée par l'importance des territoires agricoles (76,9 % en 2018), en diminution par rapport à 1990 (87 %). La répartition détaillée en 2018 est la suivante :
cultures permanentes (47,2 %), zones agricoles hétérogènes (20,6 %), zones urbanisées (12,5 %), forêts (7,7 %), prairies (6,8 %), zones humides intérieures (2,9 %), terres arables (2,3 %). L'évolution de l’occupation des sols de la commune et de ses infrastructures peut être observée sur les différentes représentations cartographiques du territoire : la carte de Cassini (XVIIIe siècle), la carte d'état-major (1820-1866) et les cartes ou photos aériennes de l'IGN pour la période actuelle (1950 à aujourd'hui).

### Risques majeurs
Le territoire de la commune de Pugnac est vulnérable à différents aléas naturels : météorologiques (tempête, orage, neige, grand froid, canicule ou sécheresse), inondations et séisme (sismicité faible). Un site publié par le BRGM permet d'évaluer simplement et rapidement les risques d'un bien localisé soit par son adresse soit par le numéro de sa parcelle.
Certaines parties du territoire communal sont susceptibles d’être affectées par le risque d’inondation par débordement de cours d'eau, notamment le Moron et le ruisseau de Bourdillot. La commune a été reconnue en état de catastrophe naturelle au titre des dommages causés par les inondations et coulées de boue survenues en 1982, 1988, 1999 et 2009,.

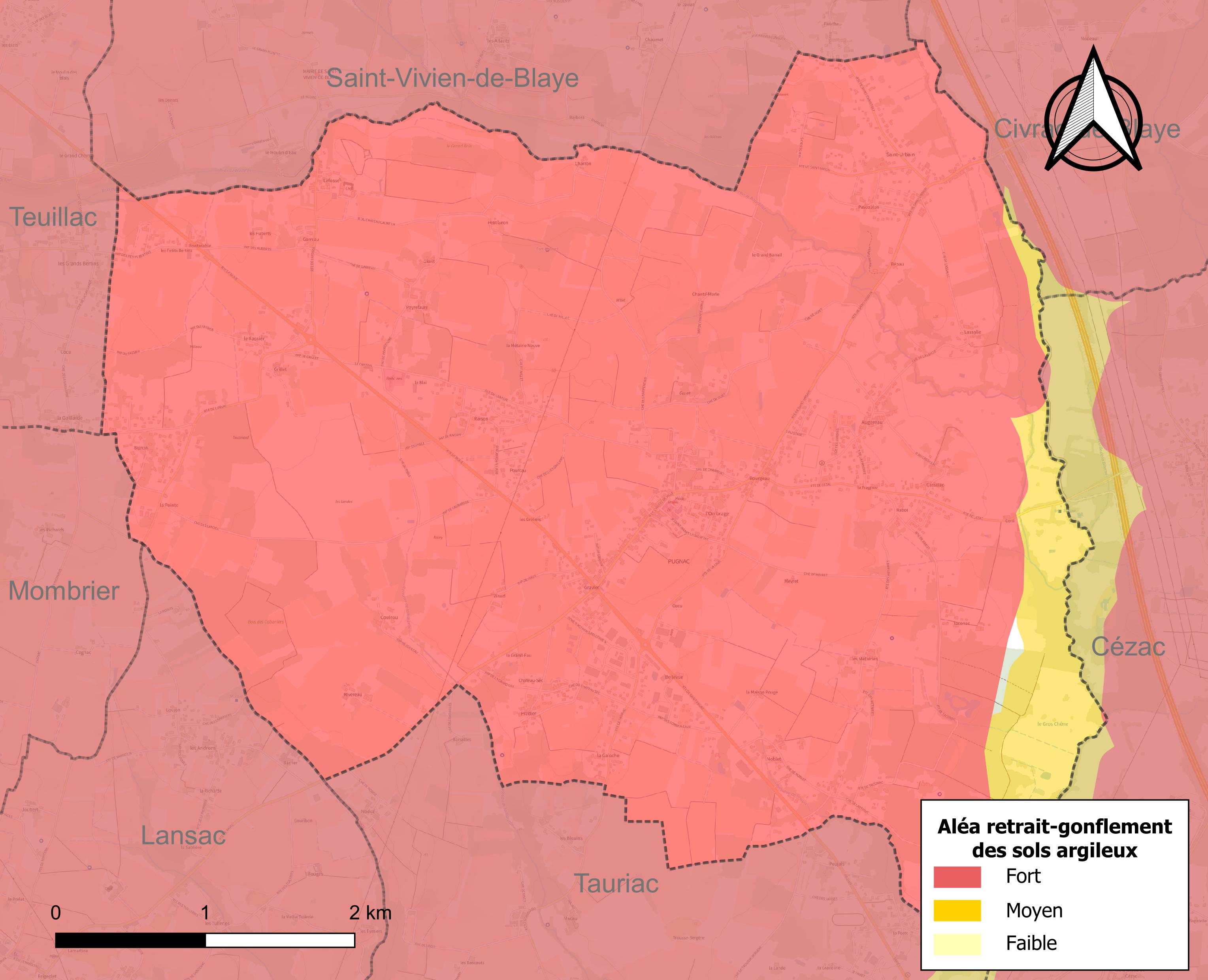
Carte des zones d'aléa retrait-gonflement des sols argileux de Pugnac.

Le retrait-gonflement des sols argileux est susceptible d'engendrer des dommages importants aux bâtiments en cas d’alternance de périodes de sécheresse et de pluie. 99,8 % de la superficie communale est en aléa moyen ou fort (67,4 % au niveau départemental et 48,5 % au niveau national). Sur les 941 bâtiments dénombrés sur la commune en 2019, 941 sont en aléa moyen ou fort, soit 100 %, à comparer aux 84 % au niveau départemental et 54 % au niveau national. Une cartographie de l'exposition du territoire national au retrait gonflement des sols argileux est disponible sur le site du BRGM,.
Par ailleurs, afin de mieux appréhender le risque d’affaissement de terrain, l'inventaire national des cavités souterraines permet de localiser celles situées sur la commune.
Concernant les mouvements de terrains, la commune a été reconnue en état de catastrophe naturelle au titre des dommages causés par la sécheresse en 2003 et par des mouvements de terrain en 1999.

## Histoire
Construite sur une colline, elle doit son nom aux tribus locales qui avaient autrefois choisi cet endroit pour régler leurs différends à coups de poing.[réf. nécessaire]
- Néolithique : près du bourg de Pugnac, dans les lieux-dits Fontarabie, la Grosse Pierre, la Pointe, Gravier, Viaud, Rivereau, les Communaux, Peugeais, Lartigueon, de nombreux outils lithiques ont été répertoriés.
- Époque gallo-romaine : au lieu-dit Gravier, près de la RD 137, et à Lassalle, près du Moron, divers mobiliers et une villa de l'époque gallo-romaine sont découverts. Le rattachement de la commune de Lafosse à la commune avait échoué au temps des Gaulois.
- Moyen Âge : au VIIIe siècle, sur les berges du Moron, Eudes d'Aquitaine érige des camps afin d'enrayer les invasions des Maures. Pendant cette période du Moyen Âge, les communes de Pugnac, Saint-Urbain, et Lafosse, alors indépendantes, sont dotées d'édifices religieux, transformés au cours des siècles. C'est le cas de l’église romane Saint-Sulpice de Lafosse, bâtie au XIIe siècle. Pugnac est alors formée de groupes de grandes fermes (métairies) rattachées aux seigneurs environnants : De Lansac, De Saint-Savin, De Josué, De Vincens, De Calmeilh (Lafosse), château jadis fortifié, rebâti au XVIIIe siècle.
- Période contemporaine : À la Révolution, la paroisse Notre-Dame de Pugnac forme la commune de Pugnac et la paroisse Saint-Sulpice de Lafosse forme la commune de Lafosse. Le 1er juillet 1974, la commune de Lafosse est rattachée à celle de Pugnac[19].

### Héraldique
| Blason de Pugnac | Blason  | Parti, au premier d’azur au chevet de l’église romane de Lafosse d’argent, mouvant en demi-profil de la partition, au deuxième de gueules à la tiare papale d’or soutenue d’une grappe de raisin feuillée d’une pièce du même et vrillée de sable. DeviseUnis pour vaincre et unir.                   |
| Blason de Pugnac | Détails | Les anciennes communes qui ont fusionné en 1974 sont toutes deux représentées : Lafosse par l'église Saint-Sulpice et Pugnac, terre viticole, par la tiare papale d'Urbain Ier, protecteur de la vigne et des vignerons, et la grappe de raisin. Officiel, présent sur le site internet de la commune |

## Politique et administration

### Liste des maires
| Période                                  | Période  | Identité        | Étiquette | Qualité  |
| ---------------------------------------- | -------- | --------------- | --------- | -------- |
| 1918                                     | 1919     | Jean Dénéchaud  |           |          |
| 1925                                     | 1935     | Hector Maziaud  |           |          |
| 1938                                     | 1944     | Maurice Petit   |           |          |
| 1944                                     | 1959     | Robert Bordron  |           |          |
| 1965                                     | 1977     | Albert Baronnet |           |          |
| 1977                                     | 1989     | Bernard Briand  |           |          |
| 1989                                     | 2001     | Robert Seurin   |           |          |
| 2001                                     | En cours | Jean Roux       | DVG       | Retraité |
| Les données manquantes sont à compléter. |          |                 |           |          |

## Démographie
L'évolution du nombre d'habitants est connue à travers les recensements de la population effectués dans la commune depuis 1793. Pour les communes de moins de 10 000 habitants, une enquête de recensement portant sur toute la population est réalisée tous les cinq ans, les populations de référence des années intermédiaires étant quant à elles estimées par interpolation ou extrapolation. Pour la commune, le premier recensement exhaustif entrant dans le cadre du nouveau dispositif a été réalisé en 2008.

En 2022, la commune comptait 2 417 habitants, en évolution de +5,45 % par rapport à 2016 (Gironde : +6,91 %, France hors Mayotte : +2,11 %).
| 1793 | 1800 | 1806 | 1821 | 1831 | 1836 | 1841 | 1846 | 1851 |
| ---- | ---- | ---- | ---- | ---- | ---- | ---- | ---- | ---- |
| 570  | 631  | 663  | 696  | 707  | 697  | 756  | 786  | 781  |

| 1856 | 1861 | 1866 | 1872 | 1876 | 1881 | 1886 | 1891 | 1896 |
| ---- | ---- | ---- | ---- | ---- | ---- | ---- | ---- | ---- |
| 797  | 865  | 876  | 856  | 889  | 898  | 907  | 898  | 912  |

| 1901 | 1906 | 1911 | 1921 | 1926 | 1931 | 1936 | 1946 | 1954 |
| ---- | ---- | ---- | ---- | ---- | ---- | ---- | ---- | ---- |
| 906  | 899  | 913  | 810  | 793  | 770  | 747  | 745  | 763  |

| 1962 | 1968 | 1975  | 1982  | 1990  | 1999  | 2006  | 2008  | 2013  |
| ---- | ---- | ----- | ----- | ----- | ----- | ----- | ----- | ----- |
| 784  | 820  | 1 120 | 1 610 | 1 875 | 1 893 | 1 957 | 1 972 | 2 243 |

| 2018  | 2022  | - | - | - | - | - | - | - |
| ----- | ----- | - | - | - | - | - | - | - |
| 2 285 | 2 417 | - | - | - | - | - | - | - |

## Lieux et monuments
- L'église Notre-Dame est un vaste sanctuaire néo-roman édifié à partir de 1861, afin de remplacer une ancienne église romane considérée comme trop exiguë. Dessinée par l'architecte Bonnore, elle se compose d'une nef de quatre travées, bordée de bas-côtés. La façade est dominée par un clocher en pierre de taille, couronné d'une flèche[27].
- L'église Saint-Sulpice de Lafosse est un édifice roman datant du XIe ou du XIIe siècle pour ses parties les plus anciennes. Sa nef est couverte d'une charpente apparente construite au XVIe siècle, ornée de motifs aux tons verts et bordeaux au XIXe siècle. L'intérieur conserve également une Crucifixion du XVIIIe siècle, d'auteur inconnu[27]. L'église est classée monument historique depuis 2009[28].
- La chapelle Saint-Urbain, petit sanctuaire datant vraisemblablement du XVIIe siècle, est reprise au XIXe siècle, et bénéficie de travaux de restauration en 1988[29]. Elle conserve une statue de sainte Germaine de facture récente.

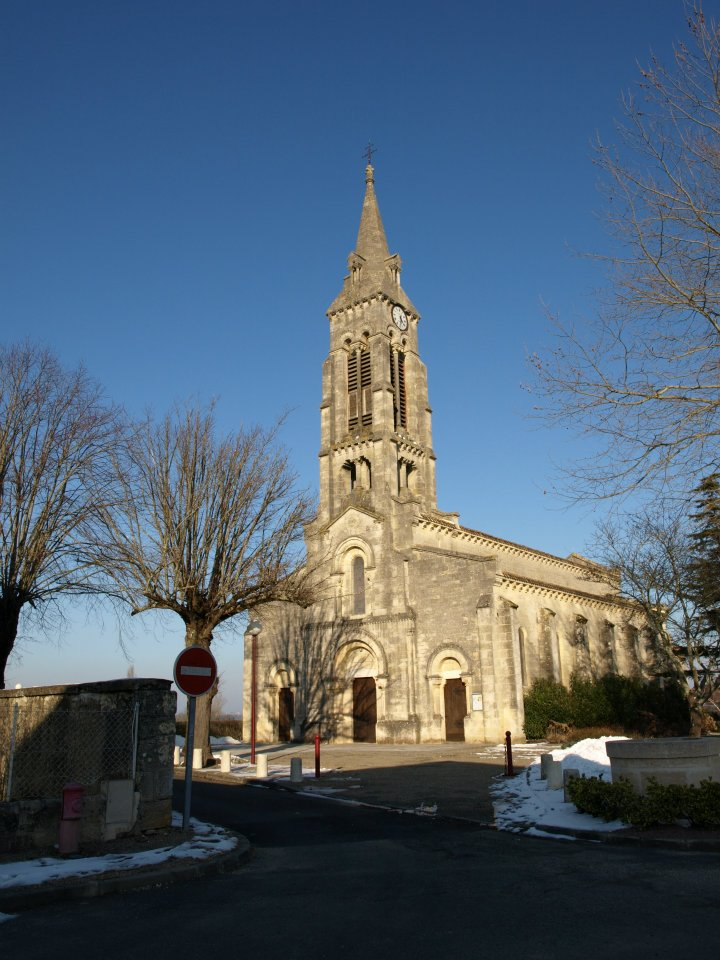
Vue d'ensemble de l'église Notre-Dame
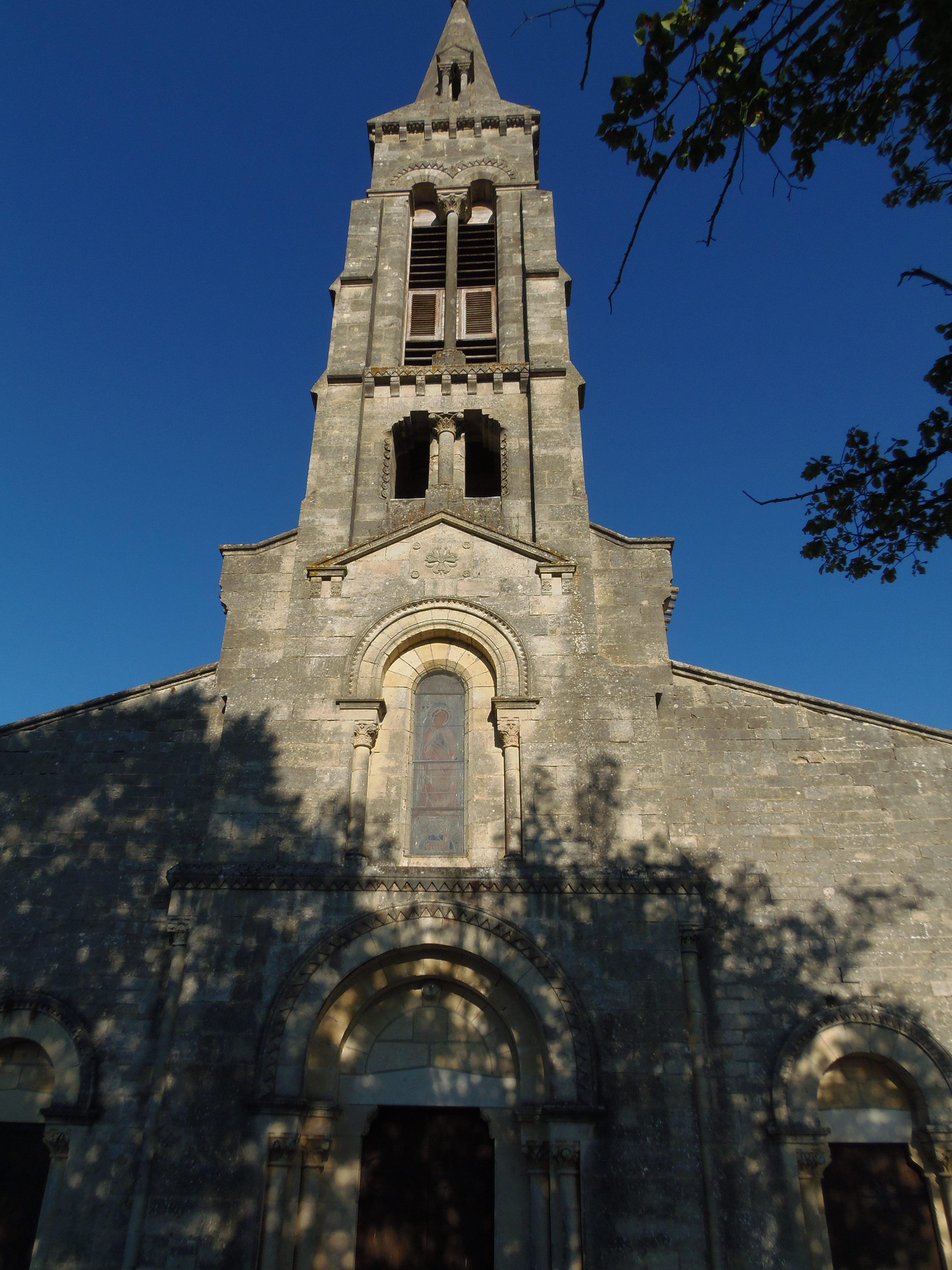
Façade ouest de l'église Notre-Dame
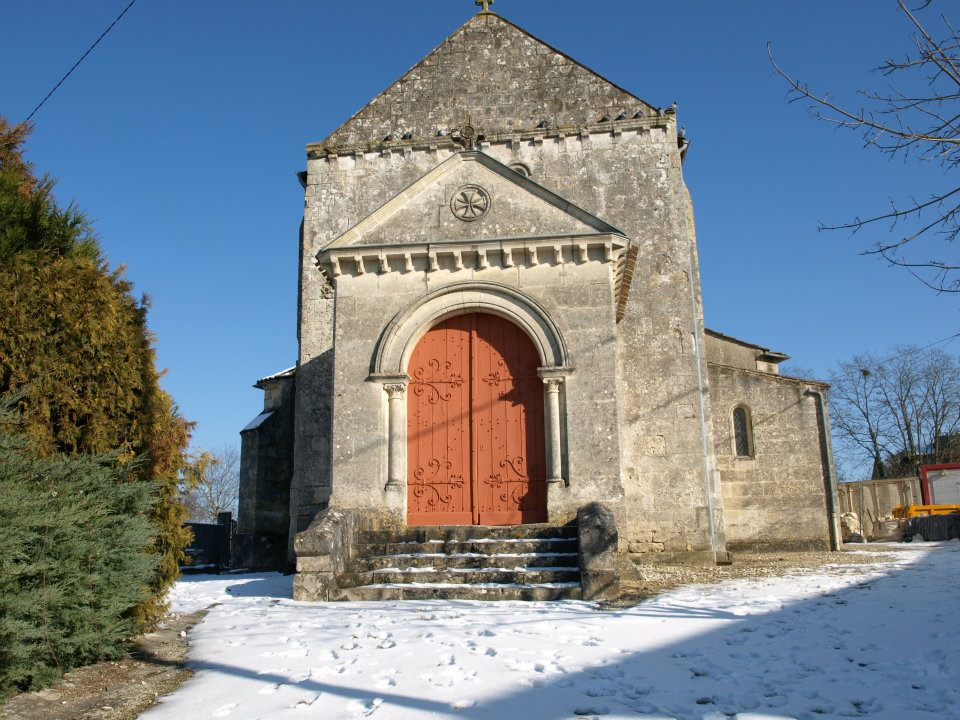
Église de Lafosse
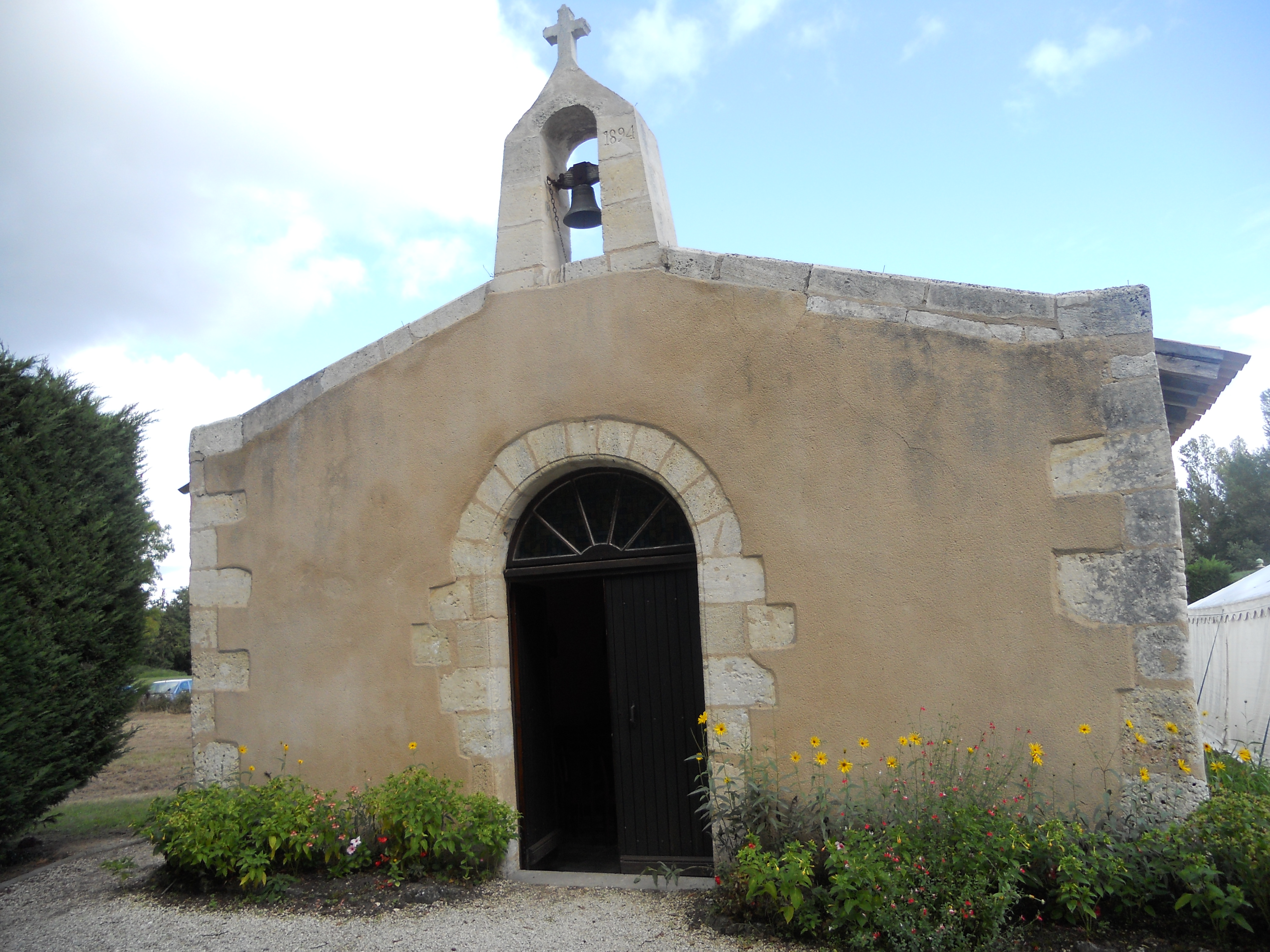
Chapelle Saint-Urbain
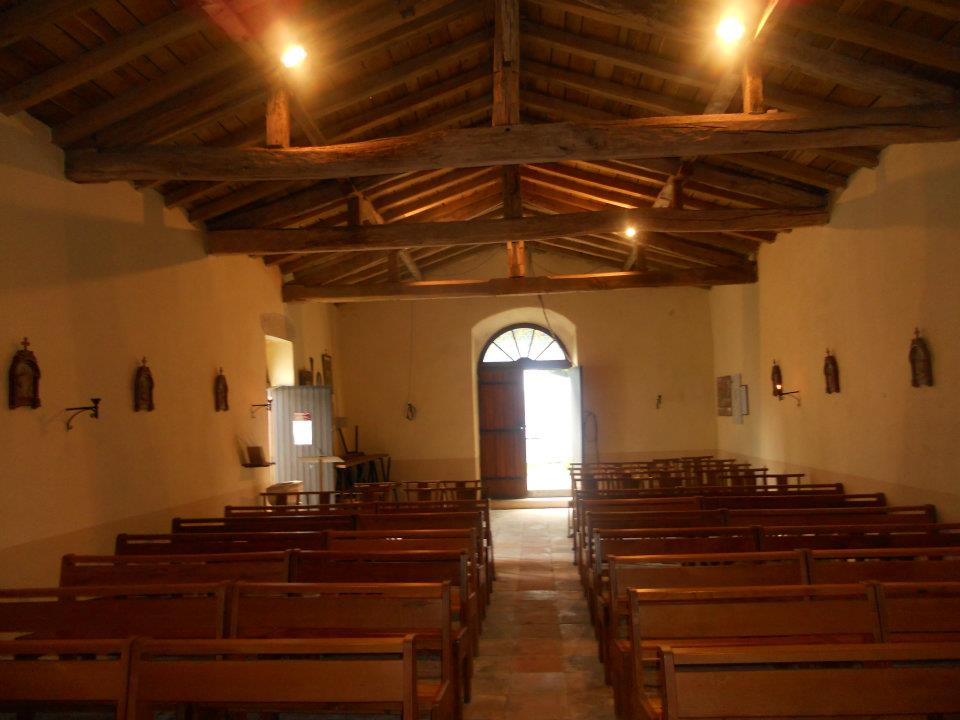
La nef de la chapelle Saint-Urbain
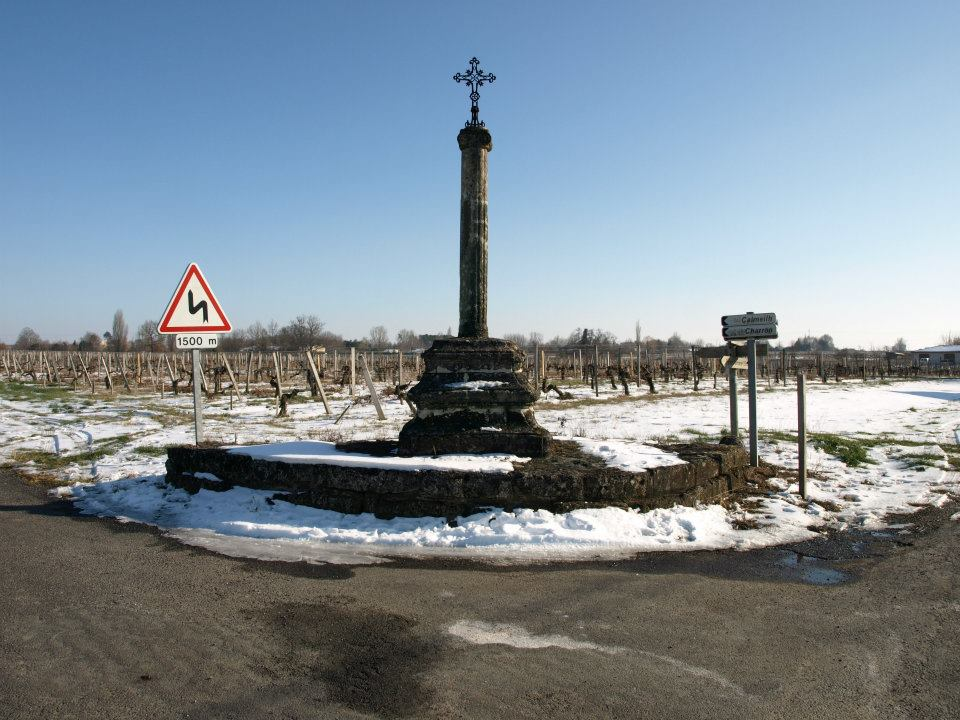
Calvaire
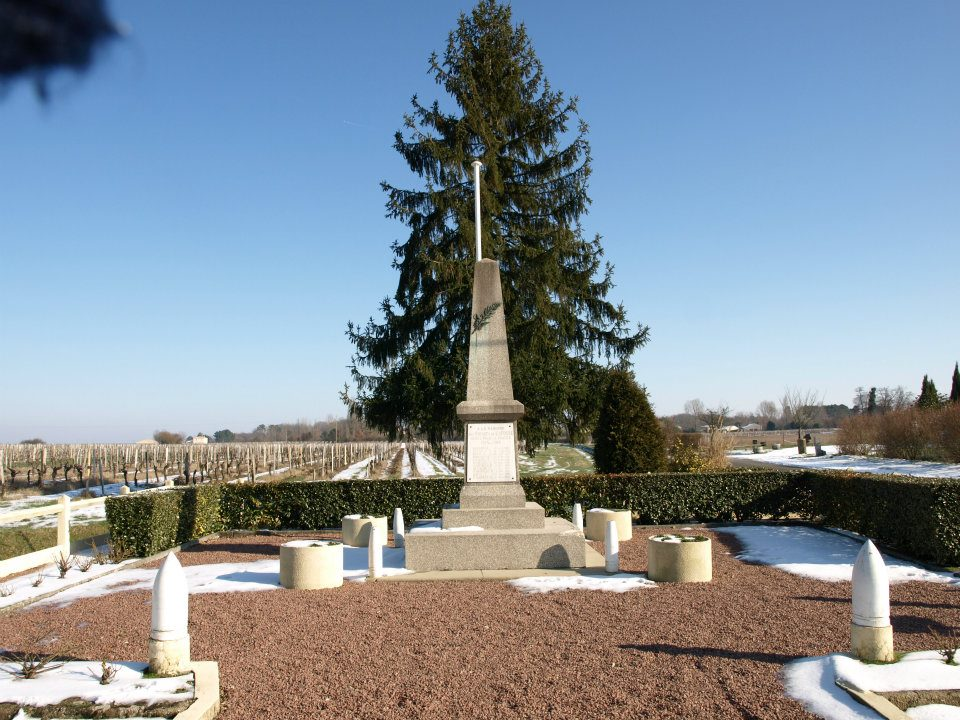
Le monument aux morts de Lafosse

## Jumelages
- Saint-Mamet-la-Salvetat (France)